# Jenins
Jenins (Reto-Romaans: Gianin) is een gemeente en plaats in het Zwitserse kanton Graubünden, en maakt deel uit van het district Landquart.
Jenins telt 801 inwoners en wordt met de omliggende plaatsen gerekend tot de Bündner Herrschaft.